# Deepkho
 (juillet 2011).
Si vous disposez d'ouvrages ou d'articles de référence ou si vous connaissez des sites web de qualité traitant du thème abordé ici, merci de compléter l'article en donnant les références utiles à sa vérifiabilité et en les liant à la section « Notes et références ».
Genres associés
Hip-House, Deep House
Le deepkho est un style de rap inventé par les artistes Le 4Romain & Grems et son label le Deephop Panel. Par ce style de musique qui consiste à allier le rap et la deep house, un peu à la manière du hip-house aux États-Unis, Grems entend apporter un nouveau souffle au rap français. Il affirme d'ailleurs: « On ne fait pas de rap français, on fait du rap en français. »

## Origines
À Bordeaux, Grems est exposé à la house music de Moodyman et d'Omar-S et décide d'initier un sous-genre du rap français qui mélangerait productions deep house et hip-hop. 

## Histoire
Accompagné du producteur Le 4Romain, Grems signe Algèbre, premier morceau du style deepkho, sorti dans l'album éponyme Algèbre en 2004. Le mot-valise "Deepkho" est une contraction de "deep house" et de "kho", terme signifiant frère en arabe. Grems n'est pas le premier rappeur en France à mélanger rap et house : en 1999, 113 et Dj Mehdi publiaient par exemple le morceau "Jackpotes2000", qui associe déjà les deux genres. C'est néanmoins le premier à lui donner un nom, et à l'incarner en France. Un an après la sortie d'Algèbre, il lance le label Deephop, où sortiront quelques projets phares du courant deepkho.
En 2005, le projet Maquille-toi !!! du collectif Rouge à Lèvres (DJ Gero, Grems, John 9000, Killersounds, Le 4romain) sort sur Deephop. Dans le disque, on trouve le morceau Carte à puce, qui sera plus tard repris en remix avec Disiz sur l'album Airmax. Il raconte dans un entretien accordé à l'Abcdr du son : « J’étais dans un bureau de Barclay et un directeur artistique jouait [Carte à puce] dans son bureau. J’ai entendu cette espèce de musique hyper funky avec un flow de ouf dessus, et je suis allé dans le bureau demander ce que c’était. Directement, j'ai pris une tarte dans ma bouche, et j’ai demandé à entrer en contact avec eux. On connaît la suite… ».
Le projet Rouge à Lèvres arrive aussi jusqu'aux oreilles du groupe londonien Foreign Beggars, ce qui entraîne des collaborations comme l'explique Grems : « Concernant Foreign Beggars, des gens leur ont fait écouter quelques morceaux et ils ont bien kiffé ce que je faisais. Du coup, ils sont descendus sur Biarritz où on a fait Gash et We love et de là s’est créée une grande amitié entre nous. Depuis, j’ai dû faire une dizaine de morceaux avec eux, ce sont de bons gars. ».
En 2011 sort Les Valcheuzes, mini LP du groupe Klub Sandwich qui réunit Grems, Disiz et leurs producteurs Son of kick et Simbad. Le disque se place lui aussi dans le courant deepkho.
En 2022, Grems sort son 10ème album solo nommé 10pkho, un hommage direct à ce genre dont il est l'ambassadeur.

### Héritage
En 2023 sort l'album Le Zin dans la Maison de Jwles et Mad Rey, un disque qui mélange rap et deep house et que l'on peut donc rapprocher du courant deepkho. Mad Rey est d'ailleurs un producteur issu de la scène house française,.

## Genres associés

### Broken Beat
Avec l'album Broka Billy en 2010, Grems va rapprocher le courant deepkho d'un autre genre, le broken beat. On retrouve notamment les Foreign Beggars sur le projet. Grems s'approprie ce nouveau style, qu'il nomme "Broka", pour la même raison que ce qui l'a poussé à s'intéresser à la deep house. Il l'explique en interview : « J’ai regardé du côté de chez Moodymann donc, puis ses potes, et après j’ai été vers le broken beat et je me suis dit : "C’est chanmé ces musiques, pourquoi y a pas de rap dessus?" »

### Dubkho
En 2011 sort le projet PMPDJ (Pour Ma Paire de Jordan), du groupe éponyme composé de MiM, Entek, Grems & Starlion, un disque influencé par la musique de Skrillex, à l'époque qualifié médiatiquement de dubstep. Dans le morceau USLA, PMPDJ parle de "Dubkho", un sous-genre que l'on peut imaginer comme une suite du deepkho, et qui serait une contradiction des termes "dubstep" et "kho".

## Artistes deepkho
- 4Romain
- Starlion
- Rouge à Lèvres (DJ Gero, Grems, John 9000, Killersounds, Le 4romain, Sérigne M'Baye Gueye)
- Grems
- Set&Match [réf. souhaitée]
- KorgBrain
- DJ Troubl'
- Disiz
- Aku
- PMPDJ (Grems, MiM, Starlion, NT4000)
- Aurelian aka KM3